# Alexi Laiho
Pour les articles homonymes, voir Laiho.
 (janvier 2019).
Si vous disposez d'ouvrages ou d'articles de référence ou si vous connaissez des sites web de qualité traitant du thème abordé ici, merci de compléter l'article en donnant les références utiles à sa vérifiabilité et en les liant à la section « Notes et références ».
Alexi Laiho, de son vrai nom Markku Uula Aleksi Laiho, est un musicien finlandais né le 8 avril 1979 à Espoo et mort le 29 décembre 2020 à Helsinki. Il est notamment connu pour avoir fondé (avec Jaska Raatikainen, ami d'enfance batteur) le groupe de death metal mélodique Children of Bodom, où il occupera le poste de chanteur et guitariste soliste jusqu'à sa séparation en 2019.
Surnommé le Wildchild (l'enfant sauvage), Alexi Laiho a acquis une importante renommée dans le monde du metal grâce à son jeu de guitare virtuose et ses talents de compositeur, surtout au sein de son principal groupe. Il a également travaillé dans d'autres formations telles que Synergy (avec Kimberley Goss, sa compagne de 2002 à 2004), Impaled Nazarene (en 2000 sur l'album Nihil), Thy Serpent, Kylähullut et The Local Band. On peut également citer sa participation à des concerts de groupes majeurs comme Megadeth ou Annihilator ainsi que son projet 100 Guitars From Hell, une pièce musicale rassemblant cent guitaristes du monde entier choisis par ses soins, jouée en 2015 en ouverture du Helsinki Festival. Après la dissolution de Children Of Bodom, il forme très rapidement un nouveau groupe avec d'autres musiciens finlandais qu'il baptisera Bodom After Midnight (d'après une des chansons les plus populaires de son ancienne formation). Malheureusement, le combo a à peine le temps d'enregistrer un premier EP (Paint the Sky with Blood, sorti à titre posthume en 2021) que le Wildchild meurt le 29 décembre 2020. De nombreux hommages lui seront rendus, notamment par les légendes de la six-cordes Steve Vai (avec qui il avait posé en couverture du magazine Guitar World) ou encore Gus G., ainsi que ses compatriotes finlandais de Nightwish, Sonata Arctica et Amorphis entre autres.

## Biographie
Alexi Laiho commence à jouer du violon à partir de l'âge de cinq ans et découvre la guitare à onze ans. 

### Carrière musicale
Dès l'âge de quatorze ans, il fonde son premier groupe, Inearthed, avec son ami Jaska Raatikainen en 1993. À seize ans, il décroche de l'école et se concentre pleinement à la guitare et la composition. Inearthed est principalement du death metal assez lourd et Alexi s'occupe de la voix (il s'inspire principalement de Philip Anselmo de Pantera et de Mille Petrozza de Kreator) et de la guitare principale (très influencé par Randy Rhoads et Yngwie J. Malmsteen notamment) et, ce qui déjà confirme son grand talent, compose lui-même tous les solos du groupe. Mais, en 1996, le jeune groupe décide d'évoluer vers un style death mélodique en y introduisant un clavier. Janne Wirman, un autre ami d'Alexi Laiho, entre ainsi dans la formation. Plus tard, le nom du groupe est change pour devenir Children of Bodom (d'après une affaire criminelle en Finlande où quatre adolescents passaient la nuit non loin du lac de Bodom, près d'Espoo, où un seul des adolescents fut retrouvé vivant et gravement mutilé, les trois autres étant morts. L'unique survivant assurera que cet atroce meurtre fut l'œuvre du Reaper qui est maintenant l'emblème du groupe) où Alexi compose désormais de la musique très mélodique. Il est le chanteur principal, guitariste, soliste et compositeur de toutes les chansons du groupe finlandais. En 1999, Alexi s'est engagé dans une rivalité avec Jani Liimatainen, ex-guitariste du groupe Sonata Arctica, les deux groupes se suivront comme rivaux finnois. Le 28 septembre 2002, lors de la tournée de l'album Follow The Reaper, il se fait voler ses guitares Jackson auxquelles il était très attaché. Il était aussi le leader du groupe Sinergy et d'un groupe punk qu'il a fondé, Kylähullut, mais dans lequel il ne s'investit pas beaucoup, Children of Bodom lui prenant le plus clair de son temps.
En 1999, Kimberly Goss et Jesper Strömblad (In Flames, Dimension Zero) le recrutent pour former le groupe Sinergy. Après le déménagement de Kimberley en Finlande, le groupe se dissout mais se reforme plus tard avec de nouveaux membres exclusivement finlandais. Le remplaçant de Strombläd est Roope Latvala, qui est devenu en 2003 le deuxième guitariste de Children of Bodom.
Il collabore avec Archie Cruz (Santa Cruz), Olli Herman (Reckless Love) et Jussi 69 (The 69 eyes) à la création du groupe The Local Band dont le premier EP sortira en 2015. Cette année-là, il participe à l’événement 100 Guitars from Hell, un unique concert où il se produit à Helsinki aux côtés de cent autres guitaristes,. 
À la suite du départ de plusieurs membres du groupe à qui appartenait le nom du groupe, Children of Bodom disparaît fin 2019. Laiho forme alors en 2020 le groupe Bodom After Midnight avec l'ancien membre de Children of Bodom Daniel Freyberg et Waltteri Väyrynen, Mitja Toivonen et Lauri Salomaa, respectivement membre de Paradise Lost, Santa Cruz et musicien de tournée avec Children of Bodom,.

## Vie privée
Alexi Laiho a les lettres HATE tatouées sur les doigts de la main droite et COBHC (Children Of Bodom Hate Crew) sur ceux de la main gauche, ce que plusieurs passionnés du groupe reproduiront[réf. nécessaire]. 
Il se marie en 2002 avec Kimberly Goss, mais le couple se sépare la même année, sans toutefois divorcer. 
Après deux blessures en 2004 et 2007, il se blesse à l’épaule et aux côtes lors d’une tournée en 2009, tente de se produire quand même lors des derniers concerts mais finit par renoncer, en annulant les quatre dernières dates. En 2012, Laiho est hospitalisé pour des problèmes de santé potentiellement liés à sa consommation d’alcool ; il doit de nouveau être pris en charge en urgence en 2013 pour des raisons non communiquées.

## Mort
Il meurt en décembre 2020 « des suites d'une longue maladie » sans plus de précision,. L'annonce de sa mort est relayée le 4 janvier 2021 par la direction et les membres restants de Bodom After Midnight sur ses réseaux sociaux officiels,. En mars 2021, sa femme Kimberly Goss, dont il était séparé, révèle que sa mort aurait été provoquée par une « dégénérescence des tissus conjonctifs du foie et du pancréas due à l’alcool ».
De nombreux groupes et musiciens lui rendent hommage, comme le guitar hero Steve Vai, les guitaristes Michael Amott (Arch Enemy), Matt K. Heafy (Trivium), Alex Skolnick (Testament), Gus G. (Firewind, Ozzy Osbourne), Herman Li (DragonForce), Dave Mustaine (Megadeth), son ex-compagne Kimberly Goss (Sinergy), ainsi que ses compatriotes Sonata Arctica, Nightwish ou Amorphis...

## Distinctions
En 2005, il est nommé « guitariste de l’année » par Young Guitar, magazine de référence sur les guitares au Japon. Le lectorat de Guitar World le nomme également « guitariste de l’année » en 2009.

## Matériel utilisé
Alexi Laiho utilisait ses cordes signatures de la marque DR Strings de tirant 10-50 lorsque son accordage est en D et de tirant 10-56 pour son accordage en Drop C.
Il utilisait auparavant des guitares de marque Jackson (modèle Randy Rhoads), mais il se les fit voler. En janvier 2003, ESP Guitars a annoncé la sortie d'une ligne de modèles signatures Alexi Laiho. Il est depuis endorsé par ESP sur des modèles signatures de forme Randy Rhoads, ainsi que Roope Latvala, ancien second guitariste de Children of Bodom (guitare de type Random Star Shape) et Henkka Seppälä, bassiste (basse de type Forest/Tom Araya).
Il utilisait un micro passif EMG HZ-F-H2. Auparavant, il a utilisé un EMG HZ-H4 et sur quelques vidéos promotionnelles le EMG HZ-ALX (signature series EMG d'Alexi Laiho). À l'époque Blooddrunk, il utilisait des micros actifs Seymour Duncan Blackout.
En ce qui concerne les amplis, il a utilisé pendant longtemps le Lee Jackson GP-1000 couplé avec différents amplis de puissance selon les albums. Il a joué sur un Marshall JCM2203 signature Kerry King pour l'enregistrement de Blooddrunk. Pour Halo Of Blood et, à partir de cet album, il utilise un Marshall JVM410H.
Sa célèbre guitare de forme V/Randy Rhoads est déclinée en de nombreux coloris (ne sont plus trouvables à l'achat que la Greeny, la Scythe et une version bas de gamme, la Alexi-200) :
- ESP Scythe : blanche aux bandes fines noires, avec faucilles incrustées sur le manche ;
- ESP Greeny : noire aux bandes fines vert-fluo, avec une tête de mort dans l'espace entre le micro et le manche ;
- ESP Pink Sawtooth : noire aux bandes fines roses, avec dents de scie phosphorescentes incrustées sur le manche ;
- ESP Sawtooth : noire aux bandes fines blanches, avec dents de scie phosphorescentes incrustées sur le manche ;
- ESP Katakana : noire aux bandes fines jaunes, avec dents de sabres et signes japonais incrustées sur le manche ;
- ESP Arrow : noire aux bandes pleines jaunes, avec flèches incrustées sur le manche ;
- ESP Blacky : grise mat aux bandes noires, avec dents de sabres nacrées incrustées sur le manche ;
- ESP Wild Scythe : pochette du dernier album I Worship Chaos peinte sur le corps avec des bandes rouges, ainsi que des dents de sabres rouges incrustées sur le manche.

Il est aussi à noter qu'avant de se les faire voler, il jouait sur des Jackson, comme sa custom « Wildchild » noire aux fines bandes jaunes.
Toutes ces guitares disposent d'un boost MM-04 de marque EMG.

## Apparitions d'invités
- 1999 : All Eternity – To/Die/For (In the Heat of the Night)
- 2003 : Norther – Dreams of Endless War [guitares dans Youth Gone Wild cover]
- 2003 : No Holds Barred – Griffin (The Sentence, Bleed)
- 2003 : Norther – Mirror of Madness [chœurs sur Dead, Everything Is An End, Mirror Of Madness]
- 2003 : Klamydia – Seokset (guitare et chant sur Latomeri)
- 2005 : Lauri Porra – Lauri Porra (Solutions)
- 2006 : Raskaampaa Joulua (Various artists) – [solo de guitare activé Petteri Punakuono (Rudolph the Red Nosed Reindeer)]
- 2006 : Rytmihäiriö – Seitsemän Surman Siunausliitto [solo de guitare activé Pyörillä Kulkeva Kuoleman Enkeli]
- 2006 : Stoner Kings – Fuck the World [solo de guitare activé Mantric Madness] (2006)
- 2007 : Guitar Heroes album – [toutes les guitares et basses sur la chanson Sioux City Sarsaparilla, et solo de guitare activé 12 Donkeys]
- 2007 : Godsplague – H8 [solo de guitare activé Don't Come Back; choeurs sur H8]
- 2007 : Pain – Psalms of Extinction [solo de guitare activé Just Think Again]
- 2007 : Annihilator – Metal [duel de solo de guitare avec Jeff Waters sur Downright Dominate]
- 2008 : Megadeth Live – Peace Sells [Gigantour 08 chants de fond en direct]
- 2009 : Saattue – Vuoroveri [solo de guitare activé Vapahtaja]
- 2011 : Root (Live) [Guitare additionnelle] – Adrenaline – Deftones
- 2013 : Klamydia — Rakas Hullu
- 2013 : Spirit in the Room — The Killing Moon
- 2014 : Marty Friedman – Lycanthrope (Avec Danko Jones)
- 2015 : Various Artists – Immortal Randy Rhoads – Mr. Crowley
- 2019 : Wednesday 13 — Necrophaze – Animal
- 2019 : Stoner Kings — Alpha Male — Down to Zero
- 2020 : Pyhimys — MIKKO — Fuck the World
- 2022 : Annihilator - Metal II - Downright Dominate, Romeo Delight (Van Halen Cover) (posthume)